# Rozekensbos
Het Rozekensbos ook wel Ten Rozen is een park van 5 hectaren te Aalst. Zestig percent van het terrein is bebost, ofschoon de bomen onvolgroeid zijn (2022).
Het terrein bevindt zich tussen de Botermelkstraat, de Oude Abdijstraat en de Rozendreef (alwaar de 'seksblokken' zich bevinden). Het Rozekensbos' naamgeving verwijst naar de 13de-eeuwse cisterciënzerabdij Ter Rozen die nabijgelegen lag.
Het Bossencompensatiefonds van de stad Aalst kocht een 5 hectare weide en vormde deze tot een park. Er werd drie jaar aan het park gewerkt vooraleer men het park kon openen. In november 2017 kwamen meer dan 200 kinderen samen met hun gezin bomen planten in het Rozekensbos.
Het park heeft een tachtig meter lange plankenweg, dat ook toegankelijk is voor rolstoelgebruikers. Het park heeft enkele 'wilgenhutten' waar men tot rust kan komen.

## Galerij

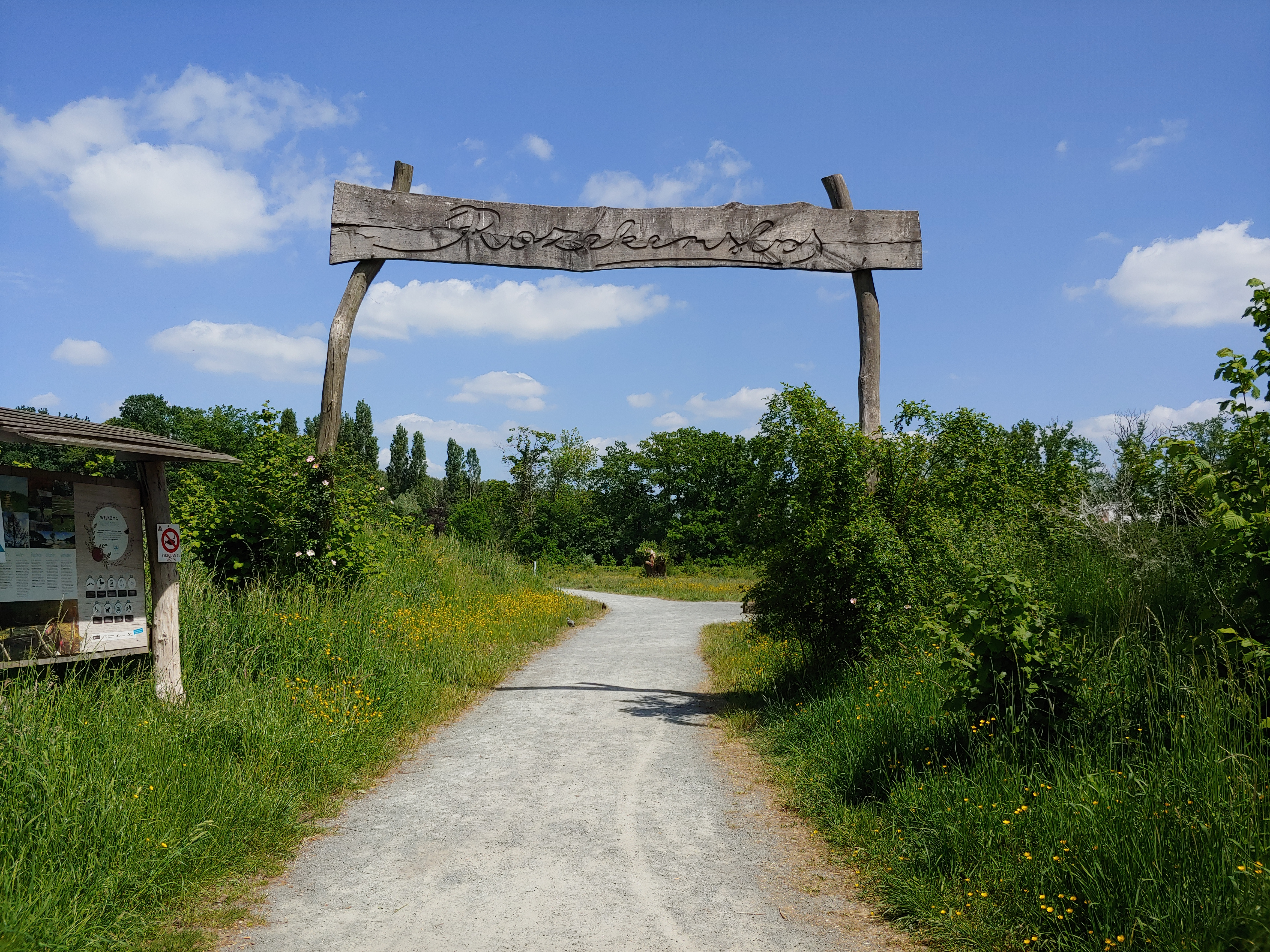
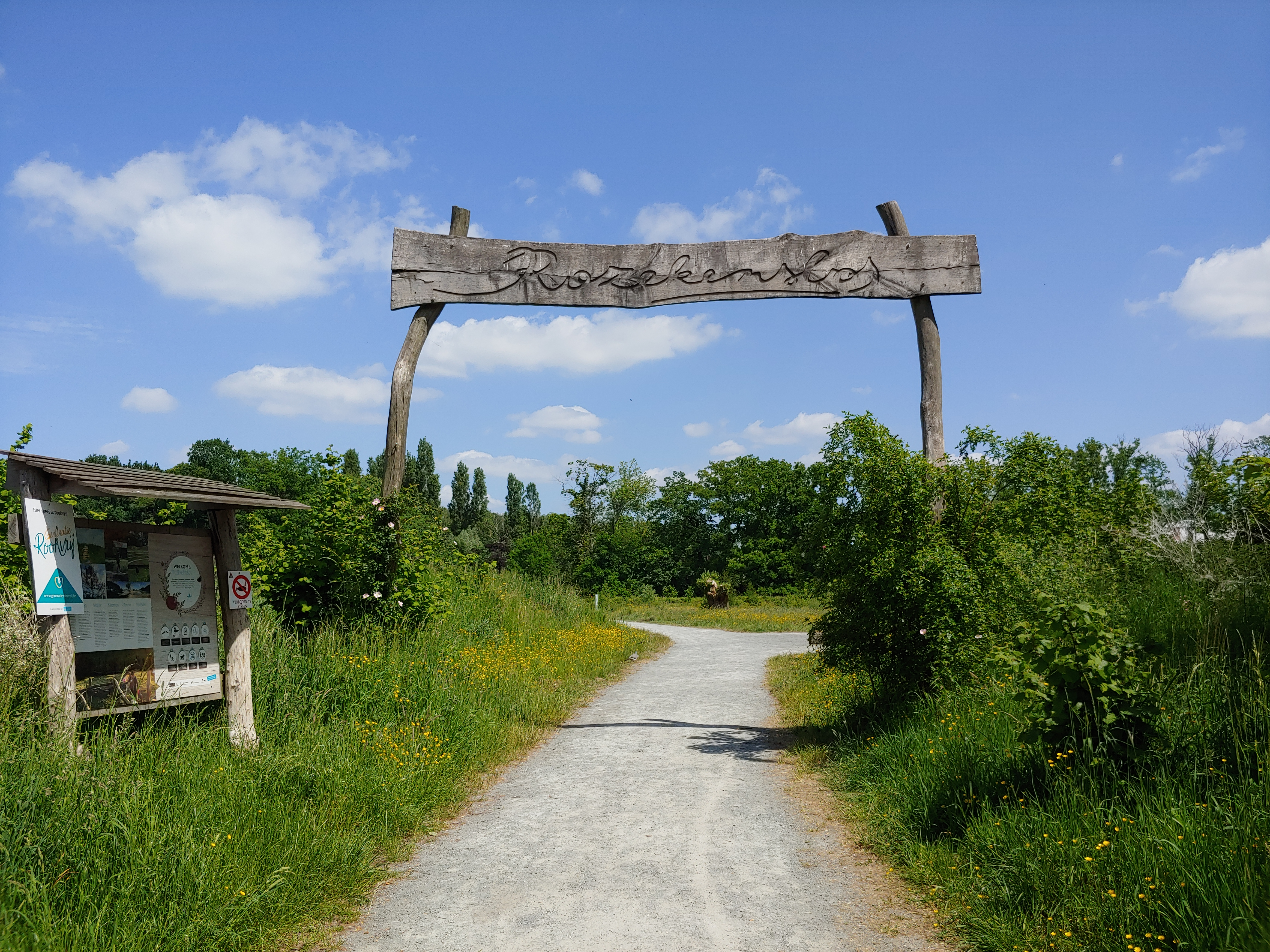
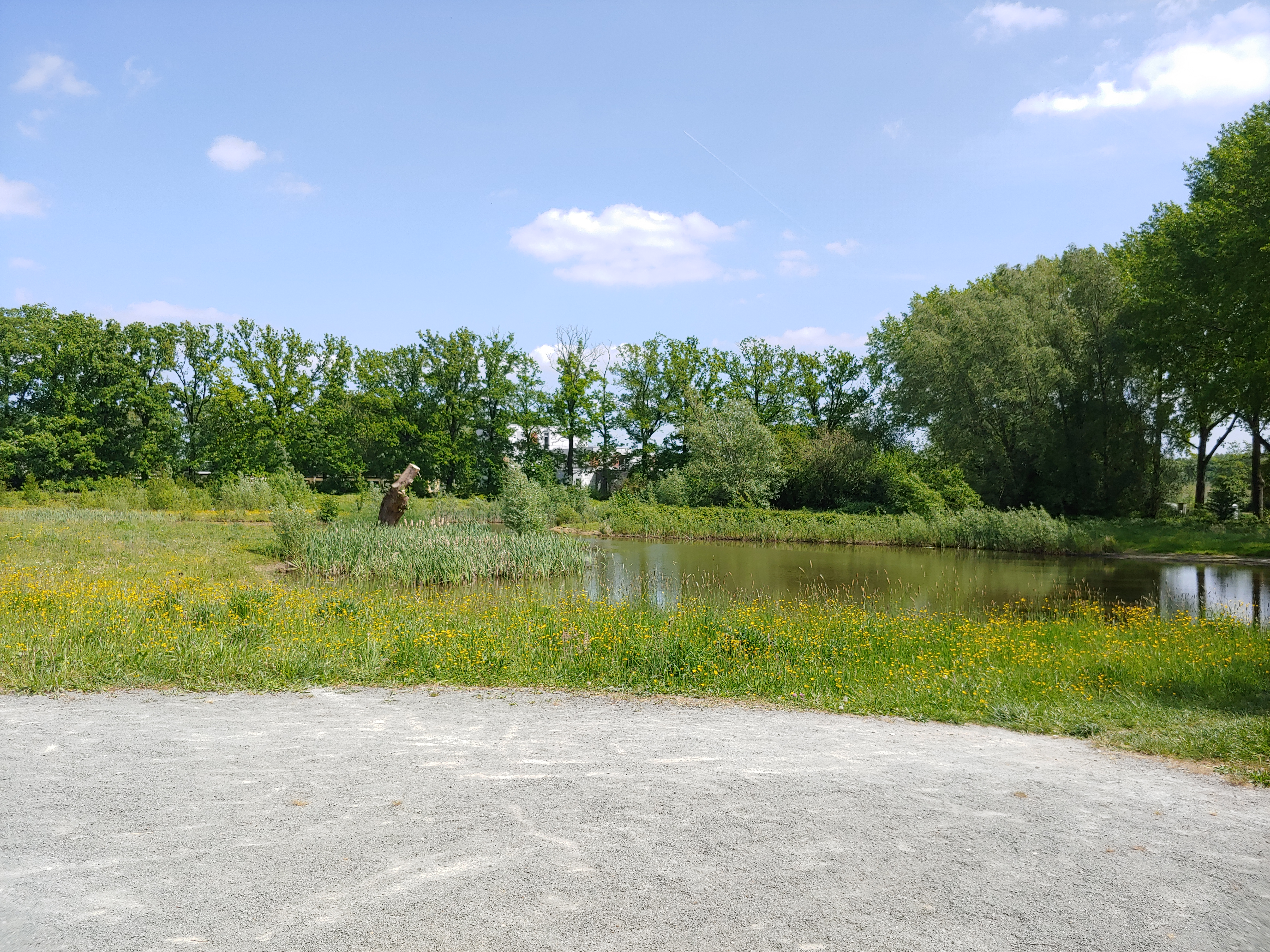
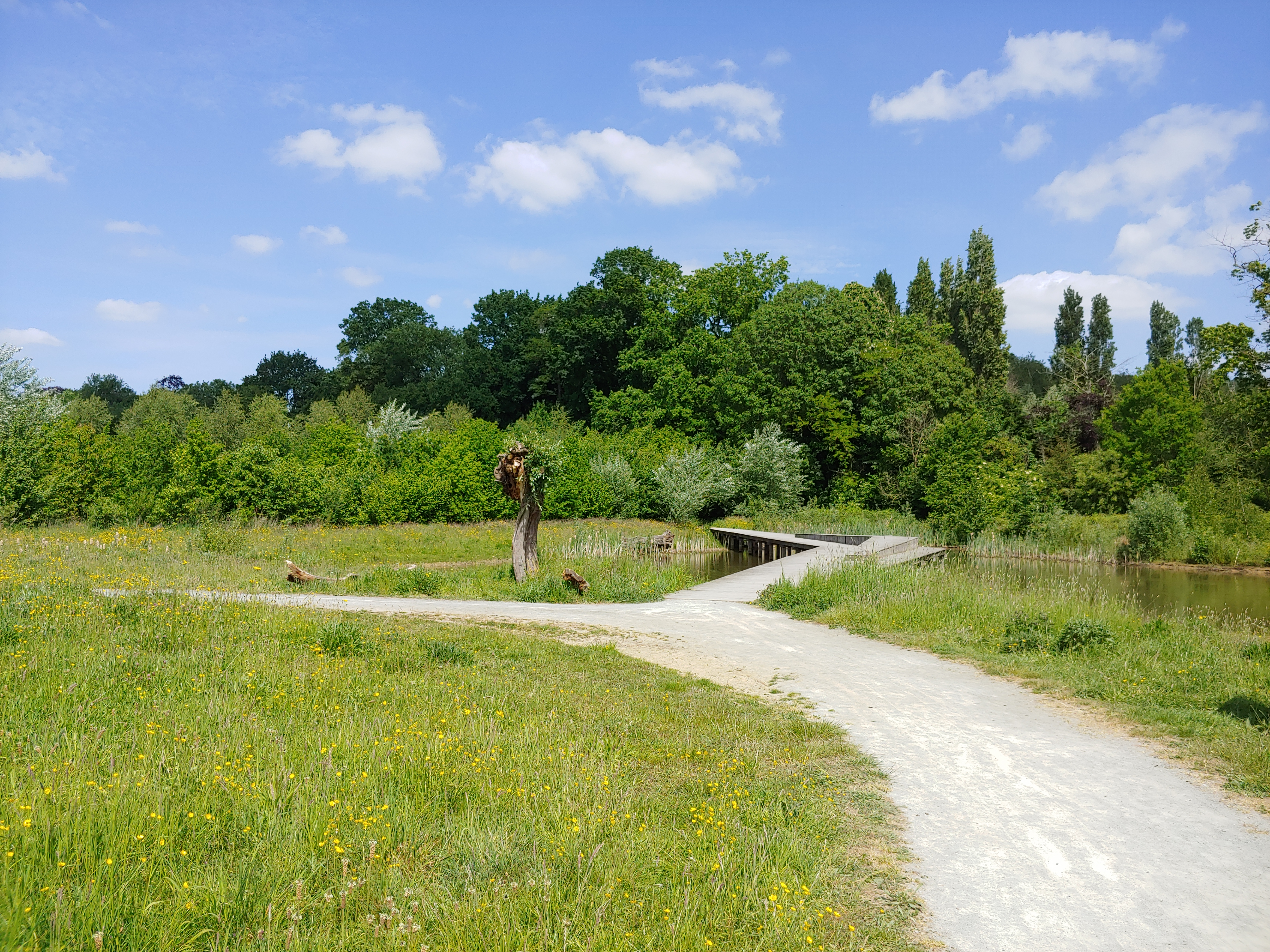
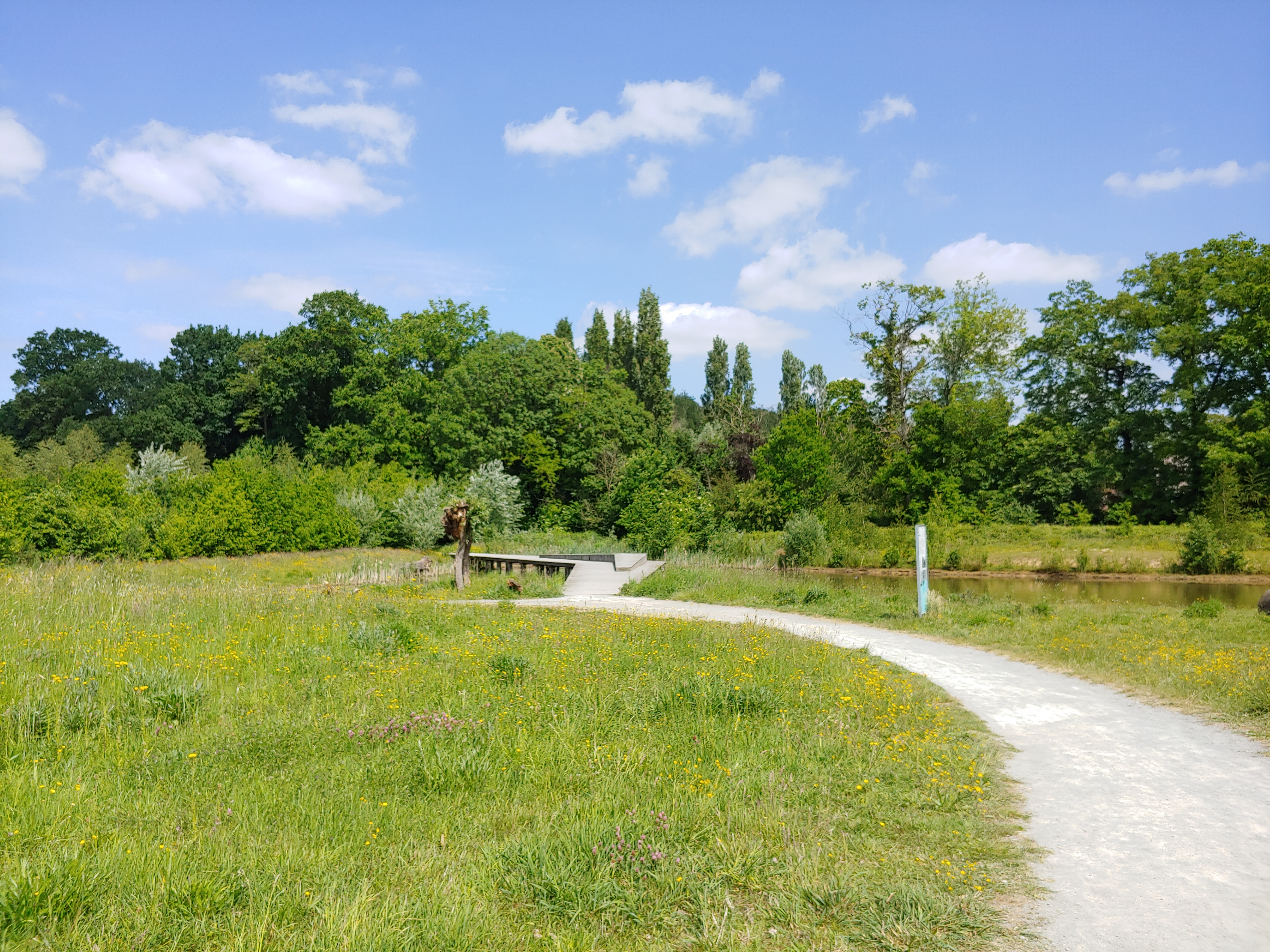
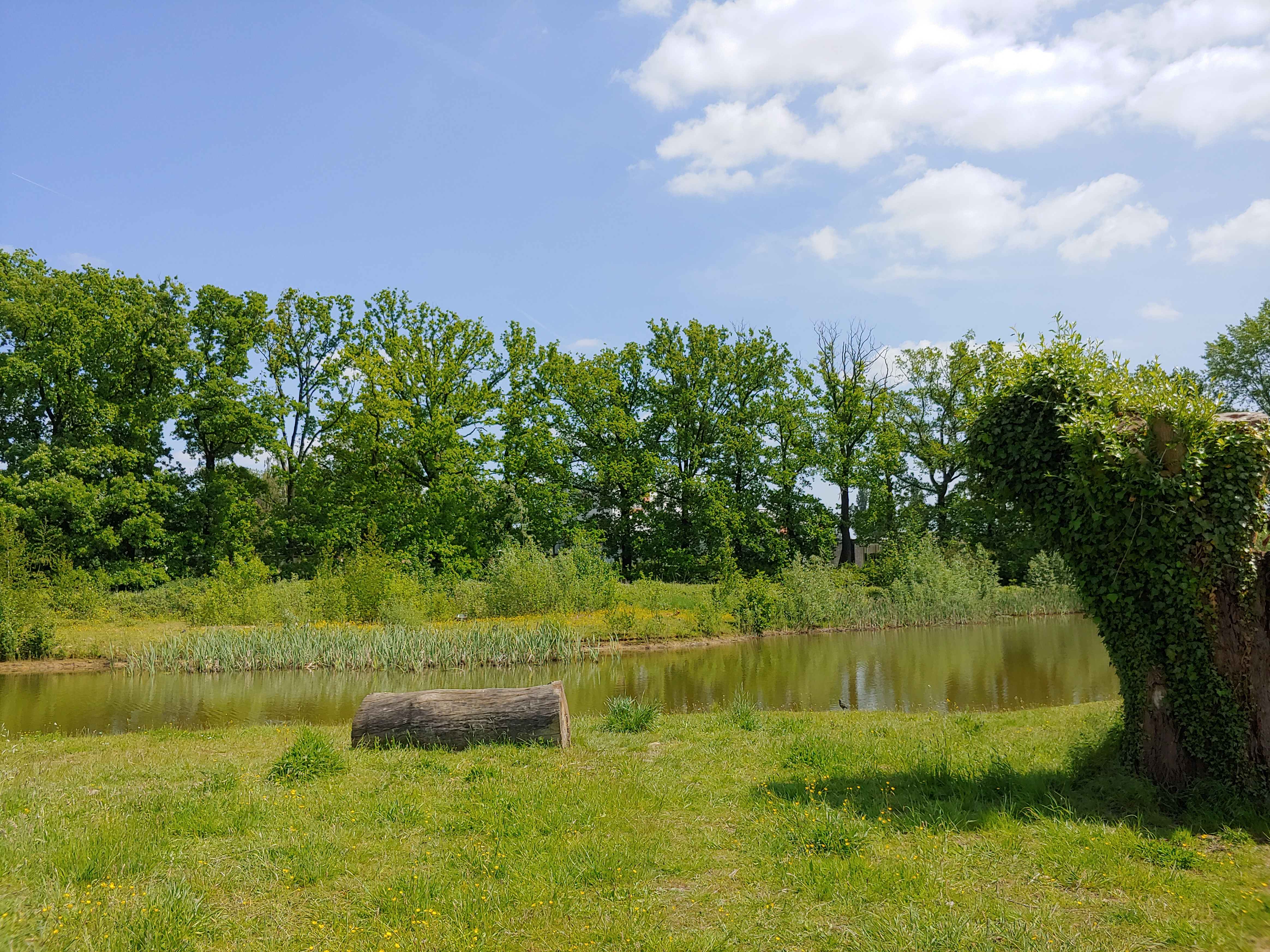
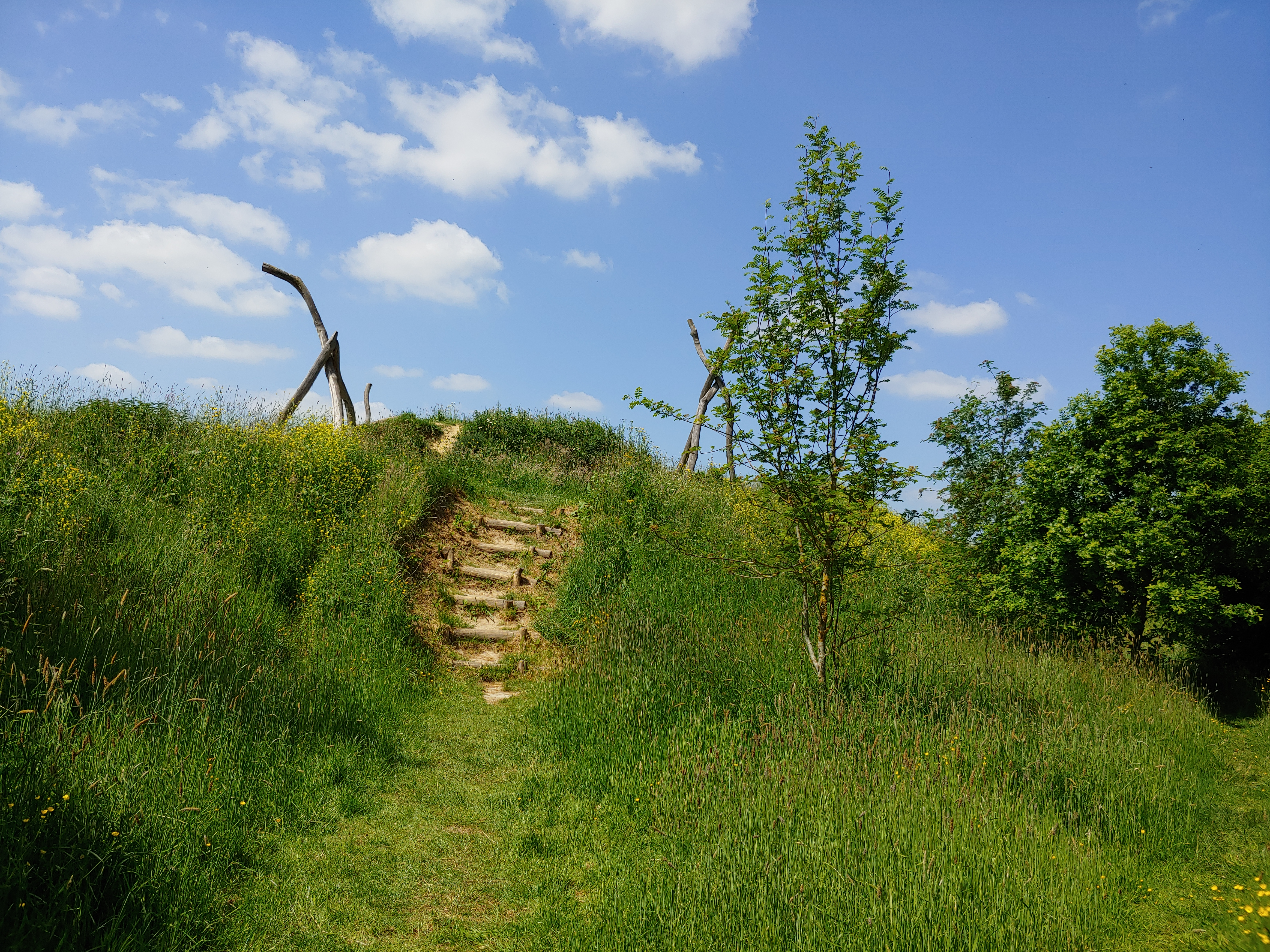
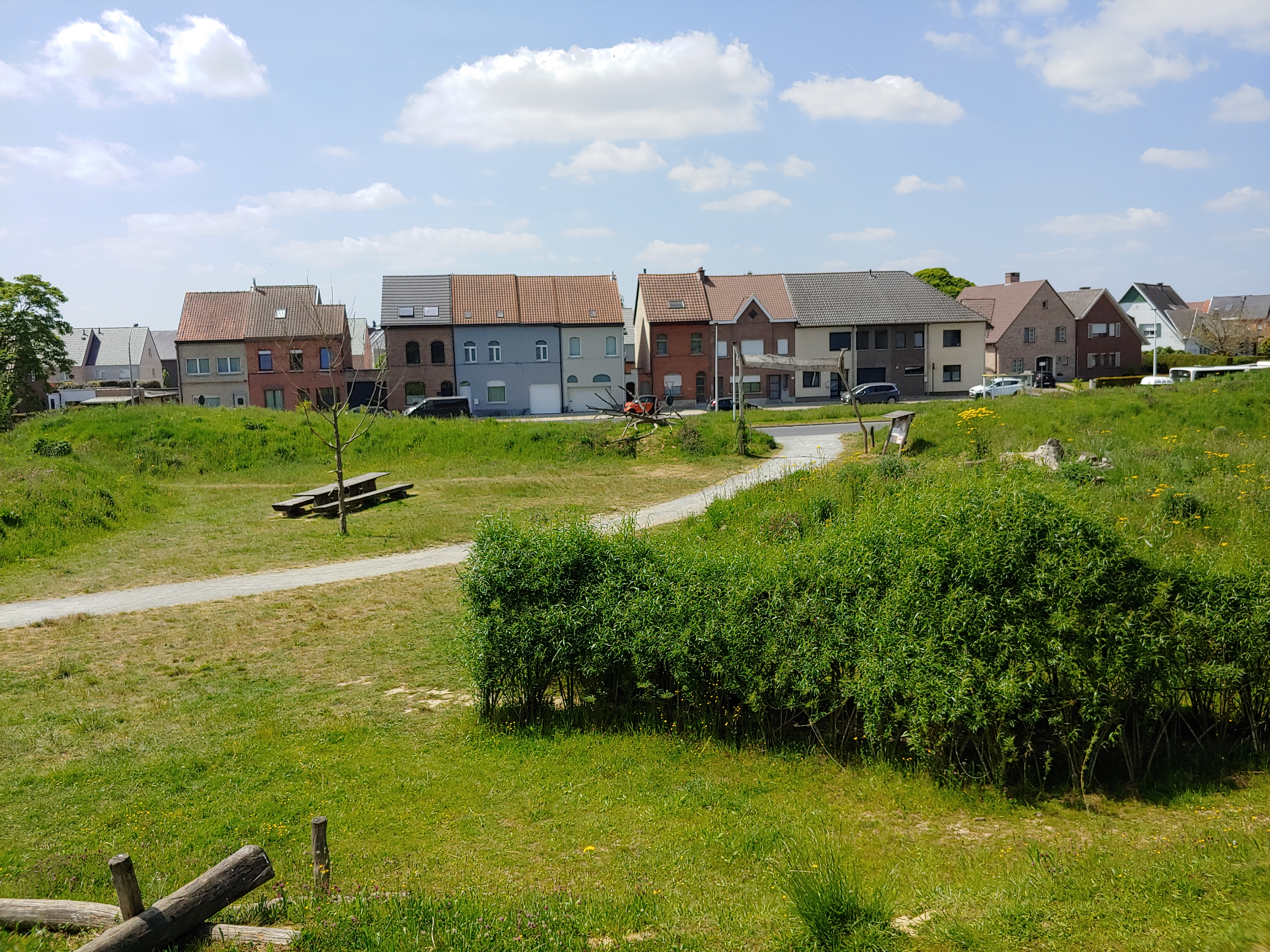
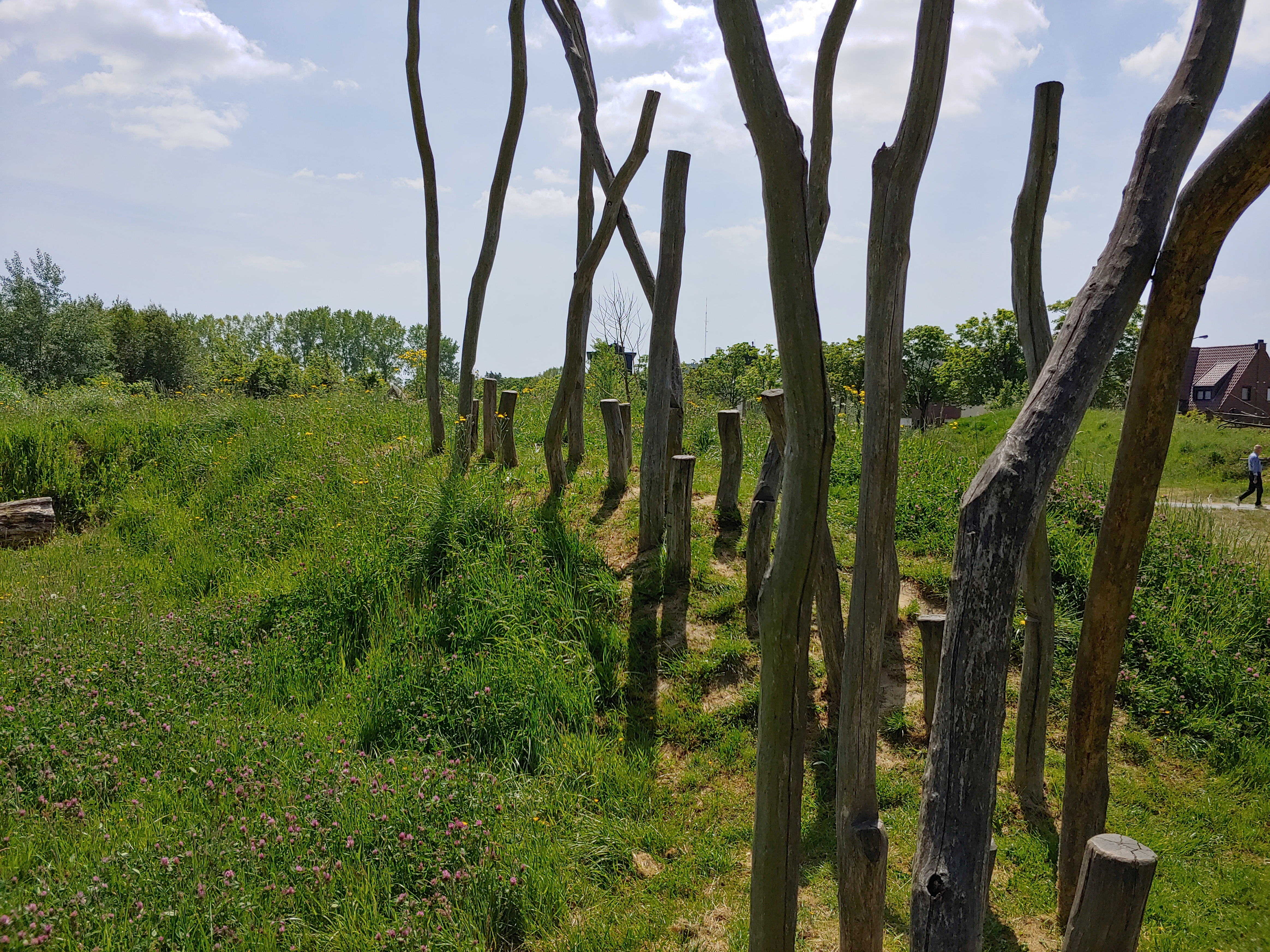